# Stora Snixholmen
Stora Snixholmen eller Stora Snissholmen är en ö i Kville socken, Tanums kommun, nordväst om Hamburgsundsrännans norra mynning.
Stora Snixholmen är 12 hektar stor. Namnet som kommer från snika eller sniga betyder att smyga fram på ett trångt ställe och kommer troligen av det trånga sundet mellan Snixholmarna och Hamburgö. Ön är liten och karg men har haft fast befolkning sedan början av 1800-talet. Jorden har dock endast kunnat räcka till att hålla några höns, några får och ett potatisland, man har huvudsakligen varit beroende av fiske. Under en period i början av 2000-talet saknade ön bofast befolkning men numera finns åter två bofasta. Därutöver finns tre fritidshus.